# Khashm El Girba
Khashm El Girba è una città del Sudan orientale, nello stato di Kassala. La città si trova sulle rive del fiume Atbara. Quattro Km. a sud della città sorge la grande diga di Khashm El Girba.
| Controllo di autorità | VIAF (EN) 159681526 · LCCN (EN) n2010013505 |